# 今川拓郎
今川 拓郎（いまがわ たくお、1966年〈昭和41年〉4月1日 - ）は、日本の郵政・総務官僚。

## 来歴
静岡県富士宮市出身。静岡県立清水東高等学校を経て、1988年（昭和63年）、東京大学教養学部を卒業。1990年（平成2年）、東京大学大学院総合文化研究科修士課程を修了。同年4月、郵政省に入省。
入省後、1993年（平成5年）にアメリカに留学し、ハーバード大学で経済学博士を取得。帰国後、郵政省放送行政局放送技術政策課課長補佐、同局放送政策課課長補佐、同省通信政策局政策課課長補佐を経て、2000年（平成12年）7月に大阪大学大学院国際公共政策研究科助教授に就任。その後、総務省情報通信政策局総合政策課統括補佐、同省総合通信基盤局事業政策課企画官、同省情報通信国際戦略局情報通信政策課情報通信経済室長、情報流通行政局地上放送課企画官、経済産業研究所コンサルティングフェロー、同省デジタル放送受信者支援室長、同省情報流通行政局地域通信振興課長、同局情報流通振興課長、同省情報通信国際戦略局情報通信政策課長、同省総合通信基盤局総務課長、同局電気通信事業部長、同省情報流通行政局郵政行政部長などを歴任。情報政策の実務に携わり、情報通信政策研究所主任研究官を務めたほか、情報流通行政局情報流通振興課長在任中には「ふるさとテレワーク」やICT利用プロジェクト（小学校におけるプログラミング教育の導入、通院記録や処方箋を確認できる医療アプリの開発、外国人観光客向けのWi-Fi拠点の整備、スマート農業推進を目的とした作物・家畜の変化を自動検知するセンサーの導入など）に携わった。
2022年（令和4年）6月28日、総務省大臣官房長に就任。
2023年（令和5年）7月7日、総務省総合通信基盤局長に就任。
2024年（令和6年）7月5日、総務審議官に就任。